# Theodor Sandström (militär)
Theodor Carl Adam Sandström, född den 24 december 1852 i Stockholm, död där den 7 februari 1911, var en svensk militär.
Sandström blev underlöjtnant vid flottan 1873 och löjtnant 1875. Efter att ha genomgått Royal Naval College 1875–1878 var han underingenjör vid mariningenjörsstaten 1878–1880. Sandström blev kapten 1885. Han tjänstgjorde i marinförvaltningen 1884–1886 och 1894–1896, i flottans stab 1888–1889 och som adjutant hos stationsbefälhavaren vid flottans station i Stockholm 1889–1892. Sandström var lärare vid Sjökrigsskolan 1890–1896. Han befordrades till kommendörkapten av andra graden 1896, av första graden 1897 och till kommendör 1901. Sandström blev chef för marinförvaltningens intendenturavdelning 1899 och varvschef vid flottans station i Stockholm 1903. Han befordrades till konteramiral 1905 och blev chef för  flottans stab 1905. Han blev den förste chefen för marinstaben 1908. Sandström invaldes som ledamot av Örlogsmannasällskapet 1896 (hedersledamot 1905) och av Krigsvetenskapsakademiens andra klass 1897. Han blev riddare av Svärdsorden 1893, kommendör av andra klassen av samma orden 1903 och kommendör av första klassen 1906.